# Bohdaniwka (Browary)
Bohdaniwka (ukrainisch Богданівка, russisch Богдановка Bogdanowka) ist ein Dorf in der ukrainischen Oblast Kiew mit etwa 3000 Einwohnern (2001).

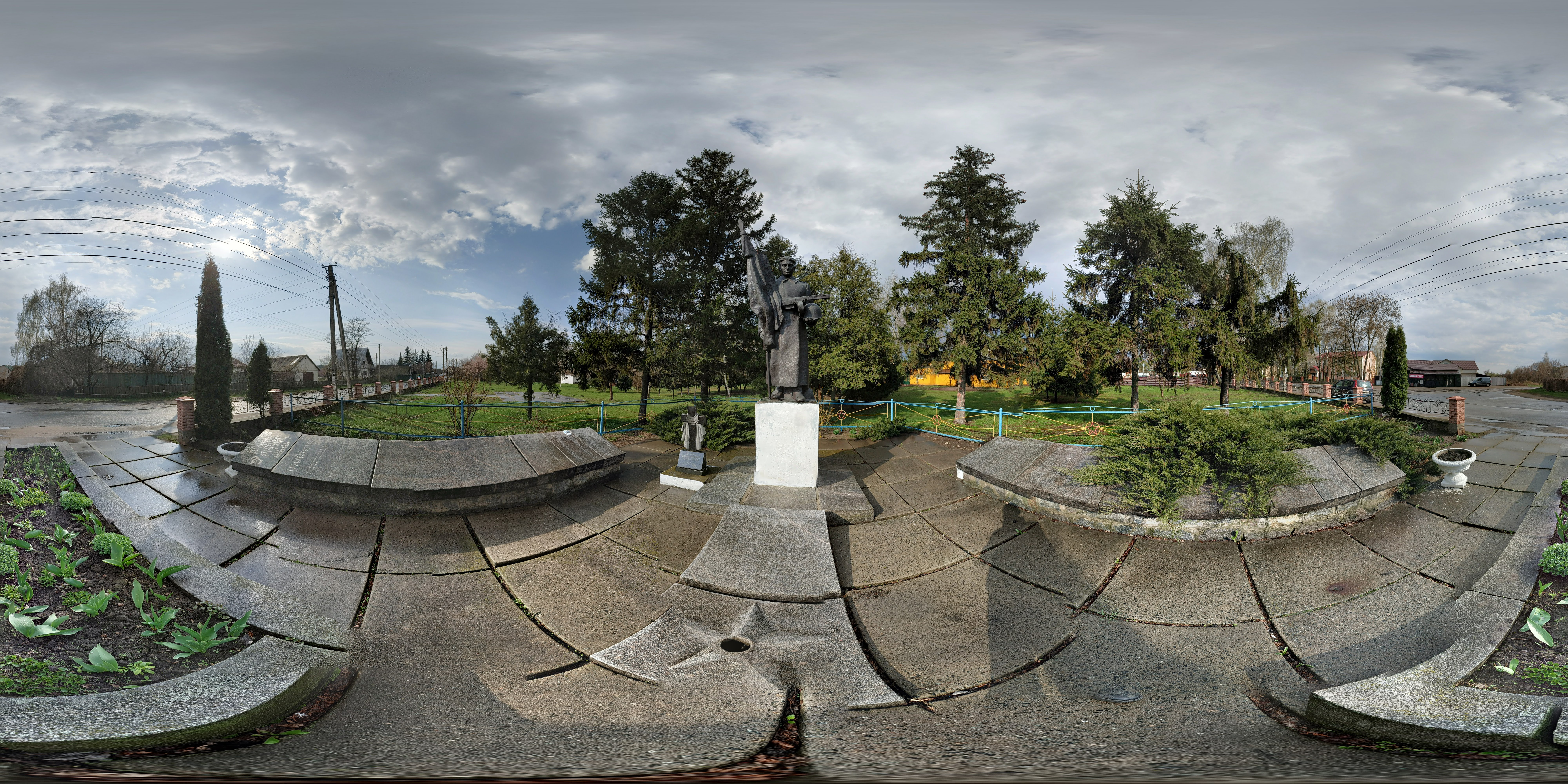
Denkmal im Ort

Das im Jahr 1500 erstmals erwähnte Dorf liegt an der Fernstraße M 01/Europastraße 95/101 18 km nordöstlich vom Rajonzentrum Browary und etwa 40 km nordöstlich vom Stadtzentrum Kiews.
Am 8. März 2022 erreichten russische Truppen während des Überfalls auf die Ukraine den Ort, am ersten Tag plünderten sie den Laden. Am 9. März fanden im östlichen Teil von Bohdaniwka mindestens zwei Morde und eine Vergewaltigung statt. Mit gestohlenen Autos brachten Soldaten geplünderte Ware weg – in einem Wald in der Nähe des Dorfes wurden später geplünderte Fernseher gefunden. Die Soldaten brachen systematisch in Privathäuser ein und positionierten ihre Panzer dazwischen. Die Soldaten berichteten selber von schlechter Versorgung. Beim Abzug am 30. März packten die Soldaten ein, was sie stehlen konnten. Bei der Rückkehr der Bewohner befanden sich Sprengsätze mit Stolperdrähten in ihren Autos und Häusern.
Am 12. Juni 2010 wurde das Dorf ein Teil der Siedlungsgemeinde Welyka Dymerka, bis dahin bildete es zusammen mit dem Dorf Salissja (Залісся) die gleichnamige Landratsgemeinde Bohdaniwka (Богданівська сільська рада/Bohdaniwska silska rada) im Zentrum des Rajons Browary.